# 近衛尚子
近衛尚子（元祿15年三月初九（1702年4月5日） - 享保5年正月二十（1720年2月27日））為日本江戶時代的皇族、中御門天皇的女御、櫻町天皇之生母。女院號新中和門院。

## 系譜
攝政關白太政大臣近衛家熙之女。生母為權中納言町尻兼量之女－町尻量子。異母兄為關白太政大臣近衛家久。在入內之際，因和伯母－近衛熙子（幕府六代將軍德川家宣之御台所）有血緣關係，而成為將軍的猶子。
据日本民间传说近卫尚子身世扑朔迷离，其所在家族部分人士与九尾狐一族有缘， 谣传尚子皇后乃是九尾狐族的公主转世，连其唯一亲子樱町天皇都一直为其母的名声所累。

## 經歷
享保元年（1716年），入內成為中御門天皇的女御。
享保5年正月初一（1720年2月8日），產下第一皇子昭仁親王。因產後復原的情況不佳，同月20日病逝。
過世之後，追贈了准三后與女院的身分，並葬在月輪陵（京都府京都市東山區）。享保13年（1728年）6月又追贈其皇太后的身分，同年11月，近衛尚子所生的昭仁親王，正式被立為皇太子。